# Grundbedürfnisstrategie
Die Grundbedürfnisstrategie ist eine Entwicklungsstrategie im Rahmen der Entwicklungszusammenarbeit.

## Hintergrund
Sie wurde in den 1970er Jahren formuliert und wird heute von vielen Industrieländern als Form der Entwicklungshilfe praktiziert. Die Beobachtung, dass bei hohem Wirtschaftswachstum die Disparitäten zunehmen und große Teile der Bevölkerung von der Entwicklung ausgeschlossen bleiben, hat zu einem Umdenken in der Entwicklungspolitik geführt. Der Zusammenhang zwischen der schlechten Nahrungs- und Gesundheitsversorgung der Bevölkerung und der daraus resultierenden geringen Arbeitsmotivation wird bei dieser Strategie aufgegriffen.

## Ziele
Das Ziel der Grundbedürfnisstrategie besteht somit darin, die Grundbedürfnisse der Menschen zu decken. Dazu muss man zunächst festlegen, was die Grundbedürfnisse sind. Die Internationale Arbeitsorganisation (ILO) setzte die Grundbedürfnisse fest: Demnach müssen Mindesterfordernisse wie „ausreichende Ernährung, Wohnung und Bekleidung“ sowie „bestimmte Haushaltsgeräte und Möbel“ verfügbar sein. Außerdem gehören lebenswichtige Dienstleistungen wie Gesundheits- und Bildungseinrichtungen sowie eine Bereitstellung von sanitären Anlagen und sauberem Trinkwasser zu den Grundbedürfnissen. Zudem ist die Beteiligung der Menschen an politischen Entscheidungen erforderlich, dies wird wiederum durch ein effizientes Bildungs- und Gesundheitssystem erleichtert. Ist das alles nicht gegeben, wird von absoluter Armut gesprochen, heutzutage sind etwa eine Milliarde Menschen davon betroffen.

## Methodik
Wichtig ist, dass die Grundbedürfnisstrategie nicht als Almosen oder Sozialhilfe betrachtet wird. Sie beinhaltet vielmehr eine Hilfe zur Selbsthilfe. Die Befriedigung der Grundbedürfnisse soll nicht mit ausländischem Geld finanziert werden, sondern die Menschen selber sollen sie erreichen. Ausländische Kapitalhilfen stellen lediglich eine Stütze dar. Beispiele dafür sind Investitionen in traditionellen landwirtschaftlichen sowie in bestimmten städtischen Bereichen (z. B. Slumsanierung) und die Beseitigung der Hindernisse für die Entwicklung dieser Bereiche, Hilfen zur Steigerung der eigenen Erzeugung von Nahrungsmitteln, die für die lokalen Märkte bestimmt sind, sowie die Förderung der Bildung auch für Mädchen und Frauen. Analog dazu wird in den Städten die Produktion billiger Massengüter vorangetrieben und durch arbeitsintensive Betriebe werden Arbeitsplätze geschaffen. Durch gleichzeitige Investitionen in Stadt und Land nehmen die Disparitäten nicht so stark zu wie bei anderen Entwicklungsstrategien. Um der Landflucht entgegenzuwirken, gehört zu dieser Strategie besonders die Förderung des ländlichen Raumes.
Aus den Maßnahmen der Grundbedürfnisstrategie entsteht eine positive Rückkopplung. Erstens steigt die Arbeitskraft der Menschen durch einen besseren Ernährungszustand, Gesundheit und Schulbildung bzw. Ausbildung. Das erhöht ihre Arbeitsmotivation. Zweitens ermöglicht eine bessere Bildung der Frauen Familienplanung, Senkung der Kindersterblichkeit und den Aufbau von Sozialversicherungen, so dass nicht mehr die Kinder als einzige Altersvorsorge gelten. Dies führt zu einem gewollten Geburtenrückgang. Das starke Bevölkerungswachstum in der Dritten Welt ist häufig ein Auslöser für negative Ereignisse wie zum Beispiel Übernutzung der Böden oder zahllose Bürgerkriege. Deshalb ist ein verändertes generatives Verhalten von zentraler Bedeutung zur Erreichung eines menschenwürdigen Lebensstandards (siehe auch demographischer Übergang). Drittens müssen die unterbeschäftigte Bevölkerung und Produktionsmittel mobilisiert werden. Wenn man die „Armen“ in den Mittelpunkt des Prozesses stellt, lassen sich Berechnungen zufolge eine höhere Produktivität und ein höheres Pro-Kopf-Einkommen als bei der klassischen Wachstumsstrategie erzielen. Die Grundbedürfnisstrategie bietet somit die Grundlage für ein „selbsttragendes Wachstum“ als Ergebnis, nicht als Ziel der Grundbedürfnistheorie.